# Data de consum
La data de consum, determinada en funció de la vida útil de l'aliment, fa referència a la duració estimada d'un producte en condicions òptimes. Aquesta inclou la data de consum preferent, que ens indica fins a quin moment l'aliment té la qualitat esperada; i la data de caducitat, que indica fins a quin punt l'aliment es pot consumir amb seguretat.

## Data de caducitat

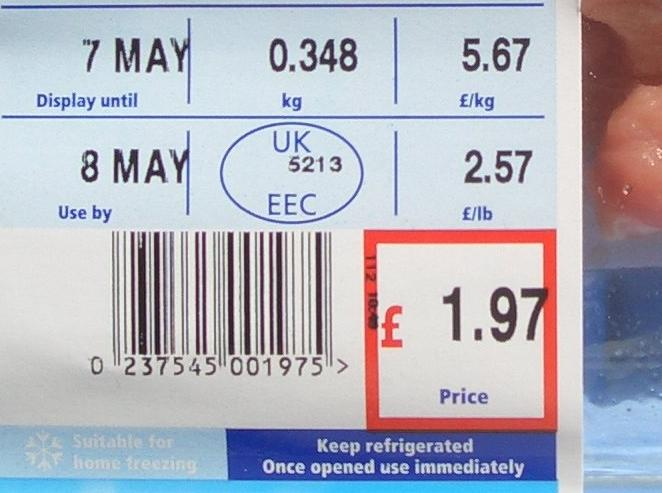
Data de caducitat en un envàs de filets de pollastre.

La data de caducitat està relacionada amb la seguretat alimentària. Indica el moment fins al qual l'aliment es pot consumir de manera segura. És important no consumir cap aliment superada aquesta data.
Aquesta data indica el moment en el qual finalitza el període de comercialització dels productes i, per tant, la seva retirada de les prestatgeries. Les persones que adquireixin productes amb la data de caducitat vençuda tenen dret a rebre per part del venedor un producte sense la data de caducitat passada.
Tanmateix, la data de caducitat que trobem impresa en els productes és anterior a la data "autèntica" de caducitat. Aquesta estratègia garanteix major seguretat pel consumidor sempre que segueixi estrictament els terminis establerts als envasos.
Acostuma a indicar-se en aliments peribles (com el peix fresc o la carn picada). Si l'aliment no es conserva adequadament, aquest es malmetrà ràpidament i augmentarà el risc de patir una intoxicació alimentària. Per això, en el moment de compra cal seguir les instruccions de conservació, com “Mantenir en refrigeració” o “Conservar en un lloc sec i fresc”. Si no, l'aliment es farà malbé molt abans de la data de caducitat.
Congelar els aliments allarga la seva conservació més enllà de la data de caducitat, sempre que es faci de manera adequada. Així i tot, cal seguir les instruccions de consum que figuren a l'envàs, per exemple “un cop obert, consumir abans de 24 hores”.

## Data de consum preferent

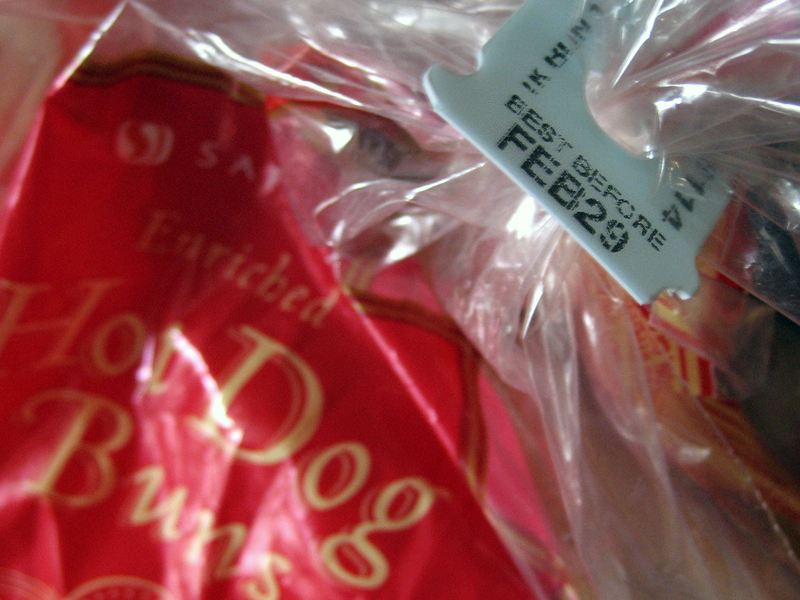
Data de consum preferent en un envàs de salsitxes.

Segons l'Agència Espanyola de Consum, Seguretat Alimentària i Nutrició (AECOSAN Arxivat 2019-10-22 a Wayback Machine.) la data de consum preferent ens indica el moment fins al qual l'aliment conserva la seva qualitat. Es tracta del punt estimat en el qual la pèrdua de qualitat del producte assoleix un nivell generalment encara acceptable, però després del qual ja no compleix amb l'estàndard d'alta qualitat.
Un cop passada aquesta data, l'aliment encara és segur per la ingesta, sempre que es respectin les instruccions de conservació i el seu envàs no estigui malmès. Així i tot, s'ha de tenir en compte que l'aliment pot començar a perdre el sabor i la textura originals.
Si l'aliment ha vençut la data de consum preferent això no implica que s'hagi de llençar immediatament. Per determinar si encara és apte pel consum caldrà assegurar-se que l'envàs està intacte. A continuació es pot passar a valorar el seu aspecte, olor i gust.
En qualsevol cas, és indicat seguir les instruccions de l'envàs amb data de consum preferent un cop obert.

### Període òptim un cop passada la data de consum preferent
Un cop sobrepassada la data de consum preferent l'aliment encara es manté en un estat satisfactori almenys durant aquests períodes:
| 1 any   | - Cafè, te, espècies. - Llegums secs i en conserva, pasta seca, arròs, farina. - Llet condensada, evaporada, en pols (no infantil). - Conserves de llauna i en pots de vidre. - Conserves de carn i de peix. - Xarop, codonyat, mel. - Xocolata en rajola. - Aigua mineral.                                                                     |
| 3 mesos | - Pa torrat, galetes i altres pastes seques, cereals per esmorzar, pasta seca farcida... - Begudes UHT: llet, sucs de fruita, begudes de soja... - Formatge sec. - Xocolata farcida, bombons, torrons. - Pernil curat i embotit curat no llescat. - Oli, margarina, mantega. - Congelats. - Salses envasades. - Xips de patates, d'hortalisses. |
| 1 mes   | - Pastisseria tova no farcida (magdalenes...). - Pernil curat i embotit curat llescat. |
| 15 dies | - Iogurt. - Pa de motllo. |

## Altres dates
La terminologia emprada per les empreses fabricants en l'etiquetatge dels aliments envasats és molt àmplia i inclou altres dates addicionals que permeten acotar encara més la vida útil dels productes alimentaris. Així doncs, cal remarcar:
- Data de producció/empaquetament: fa al·lusió al moment en què l'aliment va ser elaborat o introduït al seu envàs final. S'usa àmpliament en fruites i vegetals, els quals disposen d'una vida útil que depèn molt del moment en què va ser collit.[8]
- Data límit de venda: permet rotar l'estoc alimentari de l'establiment amb l'objectiu que el consumidor adquireixi un producte amb suficient vida útil perquè hi hagi temps d'emmagatzemar-lo a casa abans de procedir al seu consum.[8]
- Data de combinació: permet agrupar la data de consum preferent i la data de límit de venda en una sola. Ex: "Consumir preferentment en els següents X dies a partir del (data)", on "Consumir preferentment en els següents X dies" actua com a data de consum preferent i "a partir del (data)" com a data límit de venda.[8]
- Data de congelació: s'aplica a carns i pollastres, acompanyada de la data de caducitat.[8]
- Data codificada: valors numèrics emprats per l'empresa per indicar els lots de la producció. En alguns casos pot representar una data d'empaquetament, però no s'escriu amb l'objectiu que el consumidor l'entengui. Molt útil per estudis de traçabilitat i identificació del producte.[8]

## Determinació de les dates

### Regulació europea
La base jurídica es correspon a l'Article 43, article 114, article 168, apartat 4, i article 169 del Tractat de Funcionament de la Unió Europea (TFUE).
A principis del 2000, la política en matèria de seguretat alimentària va ser sotmesa a una àmplia reforma, d'acord amb la perspectiva “de la granja a la taula” que garanteix una elevada seguretat en cadascuna de les fases del procés de producció i distribució dels aliments comercialitzats a la Unió Europea (UE). Aquesta s'aplica en tots els aliments, tant en els d'importació com els destinats a l'exportació.

#### Legislació a nivell d'Espanya i Catalunya
La informació alimentària ens proporciona totes les dades referents al producte alimentari i es troba a disposició del consumidor mitjançant fulletons, codis QR o etiquetes, per exemple. Considerarem etiquetatge qualsevol menció, esquema, gràfic o dada comercial que figuri a l'envàs, ja sigui a l'etiqueta o al rètol. Això facilita la comunicació entre el productor i consumidor.
A dia d'avui, la normativa que regula l'etiquetatge dels productes alimentaris és el Reglament (UE) 1169/2011, del 25 d'octubre de 2011, i és d'aplicació europea (per a tots els productes comercialitzats a la UE). El Reglament indica a l'article 55 que aquesta norma va ser aplicable a partir del 13 de desembre de 2014, a excepció d'algunes dades nutricionals que van ser aplicables a partir del 13 de desembre de 2016. A partir d'aquestes dates, tots els estats membres havien d'aplicar aquest Reglament europeu, sense necessitat d'aprovació de cap llei als parlaments estatals per fer-lo efectiu.
Raons d'aprovació del Reglament per part del Parlament Europeu
1. Assegurar per part del mercat interior la lliure circulació dels productes alimentaris, segurs i saludables, per tal de garantir la salut del consumidor així com els seus interessos econòmics.[10]
2. Garantir el dret a la informació i assolir un alt nivell de protecció dels consumidors europeus.[10]
3. Promoure les pràctiques comercials alimentàries ètiques.[10]
4. Un únic Reglament permet assolir seguretat jurídica en tots els sectors involucrats en aquest comerç.[10]

Dins d'aquest Reglament destaca l'article 9, que estipula tota la informació de caràcter obligatori que hauria de figurar a l'etiquetatge de qualsevol producte que es comercialitzi dins la UE. Això inclou: 
- La denominació de l'aliment.
- La llista d'ingredients.
- Ingredients o coadjuvants que figurin a l'Annex II o es derivin de productes que causin al·lèrgies o intoleràncies i es facin servir per a l'elaboració de l'esmentat producte i encara hi sigui present al producte final, encara que modificat.
- Les quantitats de determinats ingredients.
- La quantitat neta d'aliment.
- La data de durada mínima o data de caducitat.
- Les condicions de conservació i utilització.
- Nom/raó social i adreça de l'operador de l'empresa alimentària a què es refereix l'article 8, apartat 1.
- País d'origen, segons l'article 26.
- Instruccions d'ús en cas que, si aquesta informació prèvia no hi és present, sigui complicat usar adequadament l'aliment.
- El grau alcohòlic volumètric adquirit (si les begudes tenen més d'1,2% en volum d'alcohol).
- Informació nutricional.

Així doncs, la data de caducitat és una informació obligatòria per tot producte comercialitzat a la Unió Europea. A l'article 24 es desenvolupa molt més aquest concepte:
1. En el cas d'aliments microbiològicament molt peribles i que per això puguin suposar un perill immediat per a la salut humana després d'un curt període, la data de durada mínima s'ha de canviar per la data de caducitat. Després de la seva ≪data de caducitat≫, l'aliment no es considera segur d'acord amb el que disposa l'article 14, apartats 2 a 5, del Reglament (CE) 178/2002.
2. La data apropiada s'ha d'expressar de conformitat amb l'annex X.
3. Per garantir una aplicació uniforme de la manera d'indicar la data de durada mínima esmentada al punt 1, lletra c), de l'annex X, la Comissió pot adoptar actes d'execució pels quals s'estableixin les normes respecte d'això. Aquests actes d'execució s'han d'adoptar d'acord amb el procediment d'examen que preveu l'article 48, apartat 2.
Simplement, cal destacar que l'apartat 24.2 ens remet a l'annex X del Reglament, que és on s'indicarà com expressar la data. L'apartat 24.3 ens informa que la Comissió Europea, més endavant i si s'escau, pot desenvolupar aquest aspecte del Reglament.
L'annex X al qual fèiem referència anteriorment és el següent:
1. La data de durada mínima s'ha d'indicar de la manera següent:
a) la data ha d'anar precedida per les paraules:
— ≪consumir preferentment abans del... ≫ quan la data inclogui la indicació del dia.
— ≪consumir preferentment abans del final de... ≫ en la resta de casos.
b) les indicacions previstes a la lletra a) han d'anar acompanyades:
— o de la data mateixa.
— o d'una referència al lloc on s'indica la data a l'etiqueta.
Si és necessari, aquestes indicacions s'han de completar amb la referència a les condicions de conservació que cal observar per assegurar la durada indicada.
c) la data ha de consistir en la indicació clara segons aquest ordre: dia, mes i, eventualment, any.
No obstant això, en el cas dels aliments:
— amb una durada inferior a tres mesos, n'hi ha prou d'indicar el dia i el mes.
— amb una durada superior a tres mesos, però que no sobrepassi els divuit mesos, n'hi ha prou d'indicar el mes i l'any.
— amb una durada superior a divuit mesos, n'hi ha prou d'indicar l'any.
d) sense perjudici de les disposicions de la Unió que imposin altres indicacions de data, no cal indicar la data de durada mínima en el cas de:
— les fruites i les hortalisses fresques, incloses les patates, que no hagin estat pelades, tallades o sotmeses a qualsevol altre tractament similar; aquesta excepció no s'aplica a les llavors germinades ni a productes similars, com ara els brots de lleguminoses.
— els vins, els vins de licor, els vins escumosos, els vins aromatitzats i els productes similars obtinguts a partir de fruites diferents del raïm, com també les begudes del codi NC 2206 00 obtingudes a partir de raïm o most de raïm.
— les begudes amb una graduació d'un 10% o més en volum d'alcohol.
— els productes de fleca o rebosteria que, per la seva naturalesa, es consumeixen normalment en el termini de vint-i-quatre
hores després de fabricar-los.
— els vinagres.
— la sal de cuina.
— els sucres en estat sòlid.
— els productes de confiteria consistents gairebé exclusivament en sucres aromatitzats o acolorits.
— els xiclets i productes similars.
2. La ≪data de caducitat≫ s'ha d'indicar de la manera següent:
a) ha d'anar precedida de la indicació ≪data de caducitat≫;
b) les paraules previstes a la lletra a) han d'anar acompanyades:
— o de la data mateixa.
— o d'una referència al lloc on s'indica la data a l'etiqueta.
Aquestes mencions s'han de completar amb una descripció de les condicions de conservació que cal respectar.
c) la data ha de consistir en la indicació clara segons aquest ordre i de forma no codificada: dia, mes i, eventualment, any.
d) la data de caducitat s'ha d'indicar en cada porció individual envasada.
3. La data de congelació o de primera congelació a què es refereix el punt 6 de l'annex III s'ha d'indicar de la manera següent:
a) ha d'anar precedida de la indicació ≪data de congelació: …≫.
b) les paraules a què es refereix la lletra a) han d'anar acompanyades
— de la data mateixa, o
— d'una referència al lloc on s'indica la data a l'etiqueta;
c) la data ha de consistir en la indicació clara segons aquest ordre: dia, mes i any en forma no codificada.
L'apartat 1 ens estableix de manera exacta de quina forma hem d'expressar a les etiquetes la data de durada mínima (quina frase l'ha d'acompanyar i on s'ha de posicionar la data). El mateix succeeix per a l'apartat 2 quant a la data de caducitat.
Si l'Administració detecta que no compleix els estatuts marcats al Reglament 1169/2011 farà una advertència a l'empresa per tal que prengui la mesura correctora adequada, o directament iniciarà un procediment sancionador.

## Etiquetatge dels aliments

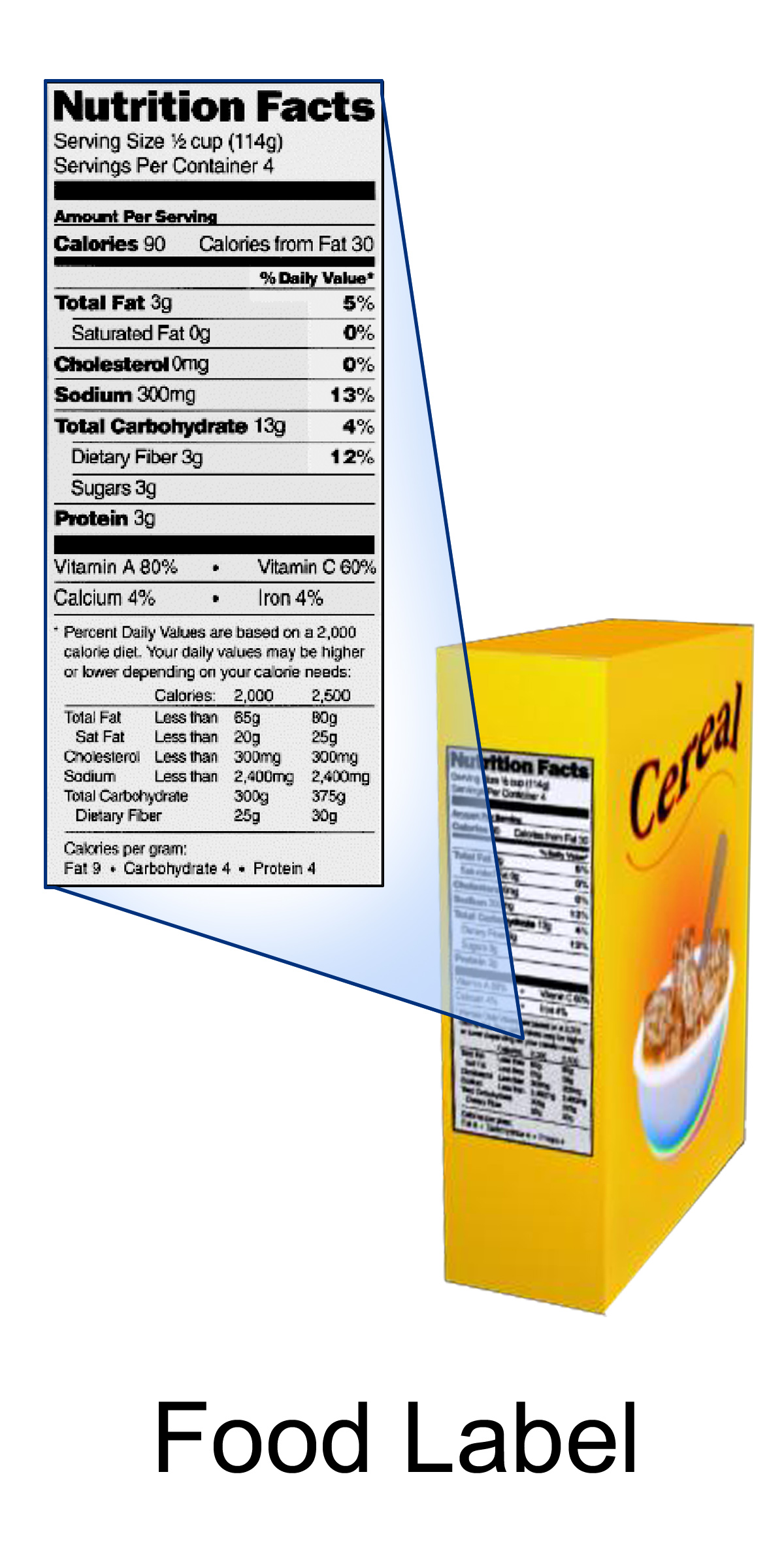
Exemple d'etiquetatge en un aliment envasat.

L'etiquetatge dels aliments aporta informació sobre la identitat i el contingut del producte i, a més a més, indica com manipular-lo, preparar-lo i consumir-lo de manera segura.
Aquest espai, destinat a contenir la informació alimentària, va sorgir com a resposta a l'increment del comerç mundial que va reduir la relació cara a cara entre el productor de l'aliment i el consumidor. Per solucionar aquesta necessitat, les etiquetes s'han de caracteritzar per ser clares i confiables. Des de la FAO (Food and Agricultural Organization of the United Nations) es promou i regula l'etiquetatge alimentari com a eina per protegir la salut del consumidor.
A escala internacional s'accepta com a definició d'etiqueta alimentària qualsevol rètol, imatge, marca o material descriptiu o gràfic, que hagi estat escrit, imprès, marcat o enganxat a l'envàs d'un aliment o producte alimentari.
La FAO juntament amb l'OMS (Organització Mundial de la Salut) assessoren la Comissió del Còdex Alimentari (CAC) sobre qüestions tècniques referents a aquest àmbit. El Còdex Alimentari és el conjunt de normes, directrius i codis de pràctiques aprovats per la CAC que constitueix el pilar de les normes alimentàries establertes per garantir la salut del consumidor i promoure les pràctiques ètiques en el comerç alimentari.
El Comitè del Còdex sobre l'Etiquetatge dels Aliments (CCFL) és l'encarregat de determinar les normes i pautes per l'etiquetatge de tots els aliments. Els països tenen com a referència la norma del Còdex per tal de seguir els mateixos criteris i facilitar la globalització dels productes alimentaris.

## Percepció social
Segons una enquesta de l'Asociación de Consumidores de Andalucía entre 2.000 consumidors durant l'any 2016, un 72% de les persones enquestades afirma conèixer la diferència entre la data de caducitat i la de consum preferent, però en realitat no arriben a assimilar del tot les diferències. Només la meitat assegura llençar o no consumir cap producte superada la data de caducitat, i únicament dues terceres parts entenen realment quin és el valor orientatiu de la data de consum preferent. A més, el 55% dels consumidors afirma no llegir les etiquetes dels productes que compra, o fer-ho només en comptades ocasions. Per tant, veiem que el consumidor creu que disposa d'informació suficient en l’àmbit de l'alimentació, però en realitat aquesta impressió no es tradueix en un major coneixement útil quan ha de prendre decisions respecte al consum.
Un exemple de l'impacte que pot tenir el desconeixement de les dates de caducitat i consum preferent és el cas de la mort de 3 dels 4 membres d'una família per una intoxicació alimentària, fruit del consum de peix que estava caducat. El quart membre, una noia de tretze anys, va ser ingressada a l'hospital pel consum del producte passada la data de caducitat. Segons les investigacions, la família resident a Alcalá de Guadaíra s'alimentava de menjar caducat que els proporcionaven els veïns, per la seva precària situació econòmica.

### Malbaratament alimentari
Segons l'Agència de Salut Pública de Catalunya, a Catalunya es llencen 262.471 tones d'aliments sòlids cada any que serien aprofitables. Entendre la diferència entre la data de caducitat i consum preferent pot ajudar a evitar el malbaratament alimentari, ja que vençuda la data de consum preferent els aliments encara poden ser ingerits sense risc.
El 2014, el govern espanyol va aprovar el canvi de les etiquetes dels iogurts, substituint la data de caducitat per la de consum preferent, a més d'eliminar el límit de venda de vint-i-vuit dies des de la data de fabricació. D'aquesta manera, s'evita el malbaratament d'aquests aliments fermentats, que encara són segurs passada la data de consum preferent.